# Yōko Shimomura
Yōko Shimomura (japonès: 下村陽子)  (prefectura de Hyōgo, 19 d'octubre de 1967) és una compositora i pianista nipona especialitzada en música de videojocs, reconeguda pel seu treball per a Capcom, Nintendo o Square en títols com Street Fighter II, Super Mario RPG o Kingdom Hearts II.
Des del 1993 fins al 2002, Shimomura ha treballat per Square, on ha compost per vuit jocs més. Mentre treballava per Square, era coneguda per la banda sonora per Kingdom Hearts, el qual va ser el seu últim joc abans de deixar l'empresa. Va començar amb Mario & Luigi: Superstar Saga el 2003, com a autònoma i va fundar l'empresa de producció de música Midiplex. Malgrat ser autònoma, ha continuat treballant en projectes per Square Enix, incloent-hi tot dels jocs en la sèrie de Kingdom Hearts, i altres com The 3rd Birthday i Final Fantasy XV.
També va compondre la música per a Super Mario RPG, Parasite Eve, Legend of Mana, Xenoblade Chronicles. Les seves obres són populars, i se n'han fet concerts discs, com ara Sinfonia Drammatica, The Very Best of Yoko Shimomura.

## Biografia
Shimomura començà a estudiar piano als quatre o cinc anys, i al poc de temps acabà la seua primera composició, una cançó que encara pot tocar, però mai en presència de ningú, «perque sona realment estúpida». Llavors ella jugava ja a videojocs i, encara que estava decidida a ser professora de piano, es presentà a una oferta de treball com a compositora i la contractaren: com que llavors el mercat del videojoc encara era molt incipient, «els pares ploraren, els amics patiren i la professora es quedà mocada».
Hagué de rebutjar una oferta de treball com a professora en una botiga, una faena que agradava als pares i, en comunicar-los que treballaria per a Capcom, s'entristiren: «M'havien pagat l'educació en un conservatori molt car i no entenien com podia acceptar un treball així.»

## Carrera
La primera banda sonora en la qual va treballar a l'empresa era per Samurai Sword el 1988. Final Fight, el 1989, va ser la seva primera feina per treure un àlbum de bandes sonores separat, en un àlbum de música de diversos jocs de Capcom.
El 1991 compongué tota la música d'Street Fighter II: The World Warrior llevat de la de Sagat i les fanfàrries de presentació de combat i d'un nou competidor, obra d'un altre compositor, però ella aparegué acreditada amb el pseudònim P-Chan: no obstant això, si un jugador s'acabava el joc amb un sol crèdit, apareixia una fotografia de l'equip creatiu, entre el qual Shimomura. Durant la seua època a Capcom actuà dos voltes amb el grup Alph Lyla (アルフ・ライラ), format pels compositors de l'empresa. Shimomura deixà Capcom per Square per a compondre per a videojocs de rol, una possibilitat que allà no tenia, ja que pertanyia al departament de jocs d'arcade, encara que va contribuir amb una de les peces del primer joc de la saga Breath of Fire.
El seu primer projecte a Square va ser la composició de la banda sonora del joc de rol Live A Live el 1994. Mentre treballava en la composició per a Super Mario RPG l'any següent, se li va oferir unir-se a Noriko Matsueda en al composició de la música del RPG d'estratègia Front Mission. Tot i que es trobava sobrecarregada de feina i no estava interessada en el gènere, no va poder rebutjar l'oferta, ja que es seu primer intent de rebutjar-la va ser en presència del president de Square, Tetsuo Mizuno. Aquests jocs van ser seguits per Tobal No. 1, l'última banda sonora en la qual va treballar amb un altre compositor en una dècada.
Durant els següents anys, va compondre la banda sonora a diversos jocs, incloent Parasite Eve i Legend of Mana. De totes les seves composicions Shimomura considera la banda sonora de Legend of Mana la que més l'empresa a ella mateixa, i segueix sent la seva banda sonora pròpia preferida. Parasite Eve per PlayStation va tenir la primera banda sonora de Shimomura que va incloure una cançó vocal, ja que va ser el primer joc per al que va escriure per una consola que va tenia la capacitat de so per una. El 2002 va escriure la banda sonora per Kingdom Hearts, la qual ha dit que és la banda sonora més especial per a ella, així com un punt de tombant en la seva carrera; va anomenar les bandes sonores de Street Fighter II i Super Mario RPG com els altres dos punts significatius en la seva vida com a compositora.
Kingdom Hearts va ser molt exitosa, venent més de quatre milions de còpies a tot el món; Shimomura la música era freqüentment citada com un dels punts destacats del joc, i la pista del títol ha estat llistada com la quarta millor banda sonora de RPG de tots els temps. S'hi han fet dos àlbums d'arranjaments per piano. Kingdom Hearts va ser l'última banda sonora en la qual va treballar a Square. Després de la sortida de Kingdom Hearts el 2002, Shimomura va deixar l'empresa per baixa de maternitat, i va començar feina com a freelancer el 2003. Tot i això, ha seguit construint sobre la feina a Square; de llavors ençà ha compost o està component música per onze jocs de Kingdom Hearts i Mario & Luigi, de Nintendo. També ha treballat en molts altres projectes, com Heroes of Mana i diversos àlbums arranjats. El febrer del 2014, Shimomura va tocar el piano a un retrospectiu concert del 25è aniversari la Sala de FM de Tòquio. Va interpretar cançons de jocs com Kingdom Hearts, Live a Live, i Street Fighter II. Durant el l'actuació Beware the Forest's Mushrooms de Super Mario RPG, Shimomura va ser acompanyada a l'escenari pel compositor Yasunori Mitsuda, qui va tocar el bouzouki. Recentment ha compost i produït la majoria de la banda sonora per Final Fantasi XV, la qual va començar el 2006, una dècada abans que sortís el joc. És també membre de la productora de música, Brave Wave Productions.

## Llegat
Després de compondre bandes sonores a per més de 45 jocs diferents, Shimomura ha esdevingut un dels noms més grans dins la indústria de música de videojocs, i ha sigut descrita com "una de les compositores de música de videojocs més famosa del món". El març del 2008 va sortir l'album de les seves millors obres: Drammatica: The Very Best of Yoko Shimomura. L'àlbum conté composicions de Kingdom Hearts i molts altres jocs en els quals va treballar amb plena orquestració, amb Shimomura declarant que va escollir música que era popular entre aficionats i adequada per orquestració, però que mai hi havia estat interpretada per una orquestra abans. En una entrevista el 2008 amb Music4Games respecte al projecte, Shimomura va comentar que amb les partitures del projecte, estaria interessada en una actuació en viu de Drammatica per aficionats si sorgís l'oportunitat. El març del 2009, aquell desig va ser complert quan es va anunciar que Arnie Roth dirigiria l'Orquestra Filharmònica Reial d'Estocolm al concert Sinfonia Drammatica en la Sala de Concerts d'Estocolm, el qual combinaria música de l'àlbum amb actuacions del concert Ombres Simfòniques de Chris Hülsbeck. El concert va tenir lloc l'agost del 2009. El març del 2007, Shimomura va treure el seu primer àlbum que no era de música de videojocs, Murmur, un àlbum de les cançons vocals cantades per Chata.
La música per Kingdom Hearts va formar un quart de la música dels concerts de les Fantasies Simfòniques el setembre del 2009, els quals van ser produïts pels creadors del Concert Simfònic de Música de Jocs i dirigits per Arnie Roth. El tema del títol de Legend of Mana també va ser interpretat per l'australiana Eminence Symphony Orchestra pel seu concert de clàssics de música de videojocs A Night in Fantasia 2007.
Alguna de la música de la banda sonora original de Legend of Mana va ser arranjada pel piano i publicada per DOREMI Music Publishing. Dos llibres de recopilació de música de les sèries també han estat publicades com Seiken Densetsu Best Collection Piano Solo Sheet Music, amb la segona edició incloent-hi pistes de Legend of Mana. Totes les cançons de cada llibre han estat reescrites per Asako Niwa com a solos de piano de nivells primerencs a intermedis, encara que estan ideats per sonar tant semblant als originals com sigui possible. A més, partitures de piano de Kingdom hearts i Kingdom Hearts II han estat publicats en llibres de música per Yamaha Corporation Music Media.
El primer concert dedicat a Shimomura fora del Japó va ser a la Salle Cortot, París, el novembre del 2015. Més tard aquell mateix mes va actuar a El Plaza Condesa a Ciutat de Mèxic. Al setembre del 2016, alguna de la seva música per Final Fantasy XV va ser interpretada per la London Philharmonic Orquestra a Abbey Road Studios a Londres, així com a Boston, amb Shimomura tocant el piano.

## Influències i estil musical
En una entrevista, l'any 2002, confessà que, encara que li resultava difícil triar la seua millor obra, Legend of Mana seria la que millor l'expressa.
Entre les seues influències clàssiques destaca Beethoven, Chopin, Rakhmàninov, Ravel i Scriabin. També ha dit que gaudeix del "lounge-style jazz" des de fa temps. Malgrat aquestes influències i la seva formació clàssica, els estils musicals diversos que ha utilitzat al llagr de la seva carrera i de vegades en la mateixa banda sonora inclouen "rock, electrònica, oriental, ambiental, industrial, pop, simfònic, operístic, chiptune, i més". Treu inspiració per les seves cançons de coses en la seva vida que la mouen emocionalment, el qual descriu com "una fotografia bonica, decorat, tastant alguna cosa deliciosa, fragàncies que porten memòries passades, coses felices i tristes... Qualsevol cosa que mou la meva emoció em dona inspiració". Shimomura també ha dit que la majoria de les seves cançons se li ocorren quan fa alguna cosa que no «és part de [la seva] rutina diària, com viatjar». Tot i que les seves influències són majoritàriament clàssiques, ha dit que en la seva opinió el seu "estil ha canviat dramàticament al llarg dels anys, però la passió per la música es manté igual." Shimomura ha dit que creu que una part important de "el procés creatiu darrere la música" és "transportar un missatge subtil, alguna cosa que ve de la vostra imaginació i es queda amb l'oient, sense ser massa específic sobre què significa", més que únicament escrivint temes senzills amb missatges obvis. Va declarar la seva composició favorita és "Dearly Beloved" de Kingdom Hearts.

## Obres

### Composició de videojocs
| Any  | Títol                                                          | Notes                                                           | Ref.          |
| ---- | -------------------------------------------------------------- | --------------------------------------------------------------- | ------------- |
| 1988 | Samurai Sword                                                  |                                                                 | [ 25 ]        |
| 1989 | Final Fight                                                    | "Round 5: Bay Area 2 & 3"                                       | [ 25 ]        |
| 1990 | Code Name: Viper                                               | Totes les pistes excepte Stage 1 de Junko Tamiya (sense crèdit) | [ 26 ]        |
| 1990 | Gargoyle's Quest                                               | amb Harumi Fujita (sense crèdit)                                | [ 25 ]        |
| 1990 | Adventures in the Magic Kingdom                                |                                                                 | [ 25 ]        |
| 1990 | Mizushima Shinji no Daikoushien                                |                                                                 | [ 27 ]        |
| 1990 | Nemo                                                           |                                                                 | [ 25 ]        |
| 1990 | Mahjong School: The Super O Version                            | amb Masaki Izutani (sense crèdit)                               | [ 27 ]        |
| 1991 | Street Fighter II: The World Warrior                           | amb Isao Abe                                                    | [ 24 ]        |
| 1991 | The King of Dragons                                            |                                                                 | [ 25 ]        |
| 1991 | Block Block                                                    | amb Masaki Izutani                                              | [ 27 ]        |
| 1992 | Varth: Operation Thunderstorm                                  | amb Masaki Izutani                                              | [ 25 ]        |
| 1993 | Breath of Fire                                                 | "Trade City"                                                    | [ 24 ]        |
| 1993 | The Punisher                                                   | amb Isao Abe                                                    | [ 25 ]        |
| 1994 | Live A Live                                                    |                                                                 | [ 25 ]        |
| 1995 | Front Mission                                                  | amb Noriko Matsueda                                             | [ 25 ]        |
| 1996 | Super Mario RPG                                                |                                                                 | [ 25 ]        |
| 1996 | Tobal No. 1                                                    | junt amb varis compositors                                      | [ 5 ]         |
| 1998 | Parasite Eve                                                   |                                                                 | [ 25 ]        |
| 1999 | Legend of Mana                                                 |                                                                 | [ 28 ]        |
| 2000 | Hataraku Chocobo                                               |                                                                 | [ 25 ]        |
| 2002 | Kingdom Hearts                                                 |                                                                 | [ 25 ]        |
| 2003 | Mario amp; Luigi: Superstar Saga                               |                                                                 | [ 7 ]         |
| 2004 | Kingdom Hearts: Chain of Memories                              |                                                                 | [ 25 ]        |
| 2005 | Pop'n Music 13 Carnival                                        | "Majestic Fire"                                                 | [ 29 ]        |
| 2005 | Mario amp; Luigi: Partners in Time                             |                                                                 | [ 7 ]         |
| 2005 | Kingdom Hearts II                                              |                                                                 | [ 7 ]         |
| 2006 | Monster Kingdom: Jewel Summoner                                | junt amb varis compositors                                      | [ 25 ]        |
| 2007 | Heroes of Mana                                                 |                                                                 | [ 5 ]         |
| 2007 | Kingdom Hearts Re:Chain of Memories                            |                                                                 | [ 7 ]         |
| 2008 | Luminous Arc 2                                                 | amb Akari Kaida, Yoshino Aoki, i Shunsuke Nakamura              | [ 30 ]        |
| 2009 | Mario amp; Luigi: Bowser's Inside Story                        |                                                                 | [ 7 ]         |
| 2009 | Kingdom Hearts 358/2 Days                                      |                                                                 | [ 7 ]         |
| 2009 | Pop'n Music 17 The Movie                                       | "Twin Hero - Oath to Tomorrow"                                  | [ 29 ]        |
| 2010 | Kingdom Hearts Birth by Sleep                                  | amb Tsuyoshi Sekito i Takeharu Ishimoto                         | [ 7 ]         |
| 2010 | Kingdom Hearts coded                                           |                                                                 | [ 31 ]        |
| 2010 | Xenoblade Chronicles                                           | amb Manami Kiyota i ACE+                                        | [ 32 ]        |
| 2010 | Last Ranker                                                    |                                                                 | [ 7 ]         |
| 2010 | Kingdom Hearts Re:coded                                        |                                                                 | [ 31 ]        |
| 2010 | Radiant Historia                                               |                                                                 | [ 33 ]        |
| 2010 | The 3rd Birthday                                               | amb Tsuyoshi Sekito i Mitsuto Suzuki                            | [ 7 ]         |
| 2011 | Half-Minute Hero: The Second Coming                            | junt amb altres compositors                                     |               |
| 2012 | Kingdom Hearts 3D: Dream Drop Distance                         | amb Tsuyoshi Sekito i Takeharu Ishimoto                         | [ 34 ]        |
| 2012 | Demons' Score                                                  | "Azazel del cielo ardiente"                                     | [ 35 ]        |
| 2013 | Mario & Luigi: Dream Team                                      |                                                                 | [ 36 ]        |
| 2013 | Kingdom Hearts χ                                               |                                                                 | [ 37 ]        |
| 2013 | Exstetra                                                       | "Main Theme"                                                    | [ 38 ]        |
| 2014 | Rise of Mana                                                   | "Where the Heart Beats Free"                                    |               |
| 2014 | Terra Battle                                                   | dos pistes                                                      | [ 39 ]        |
| 2014 | V.D. -Vanishment Day-                                          |                                                                 | [ 40 ]        |
| 2015 | Chronos Ring                                                   | amb Kenji Ito i Evan Call                                       | [ 41 ]        |
| 2015 | Chunithm: Seelisch Tact                                        | "Tango Rouge"                                                   | [ 42 ]        |
| 2015 | Kakuriyo no Mon                                                | "異邦の守護者"                                                  | [ 43 ]        |
| 2015 | Mario & Luigi: Paper Jam                                       |                                                                 | [ 44 ]        |
| 2016 | The Alchemist Code                                             | amb Shinya Tanaka i Shigeki Hayashi                             | [ 45 ]        |
| 2016 | Black Knight and White Devil                                   | amb Shota Kageyama                                              | [ 46 ]        |
| 2016 | Final Fantasy XV                                               | amb Tetsuya Shibata, Yoshino Aoki, i Yoshitaka Suzuki           | [ 13 ]        |
| 2017 | Kingdom Hearts 0.2: Birth by Sleep – A Fragmentary Passage     |                                                                 | [ 47 ]        |
| 2017 | Magicians Dead Next Blazing                                    | amb Masato Kouda i Makoto Iida                                  | [ 48 ]        |
| 2017 | Egglia: Legend of the Red Cap                                  | amb Yoshitaka Hirota                                            | [ 49 ] [ 50 ] |
| 2017 | Radiant Historia: Perfect Chronology                           |                                                                 | [ 51 ]        |
| 2017 | Mario amp; Luigi: Superstar Saga + Bowser's Minions            |                                                                 | [ 52 ]        |
| 2018 | Million Arthur: Arcana Blood                                   |                                                                 | [ 53 ]        |
| 2018 | Mario amp; Luigi: Bowser's Inside Story + Bowser Jr.'s Journey |                                                                 | [ 54 ]        |
| 2019 | Kingdom Hearts III                                             | amb Tsuyoshi Sekito i Takeharu Ishimoto                         | [ 55 ]        |
| 2019 | Rakugaki Kingdom                                               | "夢と幻想の円舞曲"                                              | [ 56 ]        |
| 2019 | Renshin no Astral                                              | junt amb altres compositors                                     | [ 57 ]        |
| 2020 | Streets of Rage 4                                              | "Shiva"                                                         | [ 58 ]        |
| 2021 | Gran Saga                                                      |                                                                 | [ 59 ]        |
| 2021 | Xuan-Yuan Sword VII                                            | "Mohism"                                                        | [ 60 ]        |
| 2021 | Sin Chronicle                                                  | junt amb altres compositors                                     | [ 61 ]        |

### Arranjaments de videojocs
| Year | Title                                        | Notes |
| ---- | -------------------------------------------- | --- |
| 1989 | F-1 Dream                                    | música original de Manami Matsumae |
| 1991 | Buster Bros.                                 | música original de Tamayo Kawamoto |
| 2008 | Super Smash Bros. Brawl                      | "Tetris: Type A", "Gritzy Desert", i "King Dedede's Theme"                                                                             |
| 2009 | Little King's Story                          | Maurice Ravel's Boléro |
| 2013 | Kingdom Hearts HD 1.5 Remix                  | arranjament i orquestració de la partitura original                                                                                    |
| 2014 | Super Smash Bros. for Nintendo 3DS and Wii U | "Magicant / Eight Melodies", "Try, Try Again", "Route 10", i "Ryu Stage"                                                               |
| 2014 | Kingdom Hearts HD 2.5 Remix                  | arranjament i orquestració |
| 2018 | Super Smash Bros. Ultimate                   | "Kass' Theme", "Vega Stage", "Treasure Trove Cove", "Pasta", "Dance of the Blocks", "Cosmo Canyon", "Moonsiders 1st", i "Hand in Hand" |
| 2020 | The Wonderful 101: Remastered                | amb altres |

### Anime
| Year | Title                | Notes  |
| ---- | -------------------- | ------ |
| 2004 | Dan Doh!!            |        |
| 2005 | Best Student Council |        |
| 2017 | Napping Princess     | [ 70 ] |
| 2018 | High Score Girl      | [ 70 ] |

### Altres
| Year | Title                                                  | Notes                                             |
| ---- | ------------------------------------------------------ | ------------------------------------------------- |
| 1989 | G.S.M. 1500 series ~ Sweet Home                        | dues pistes arranjades                            |
| 1992 | Captain Commando -G.S.M. Capcom 5                      | amb Alph Lyla                                     |
| 1992 | Game Music Festival ~Super Live '92~                   | amb Alph Lyla                                     |
| 1993 | Street Fighter II Collector's Box                      | amb Alph Lyla                                     |
| 1998 | Parasite Eve Remixes                                   | amb altres                                        |
| 2004 | Phantasy Star Online Episode I amp; II Premium Arrange | amb altres                                        |
| 2004 | Dark Chronicle Premium Arrange                         | amb altres                                        |
| 2006 | Rogue Galaxy Premium Arrange                           | amb altres                                        |
| 2007 | Murmur                                                 | album, lletra i veu original de Chata             |
| 2008 | Drammatica: The Very Best of Yoko Shimomura            |                                                   |
| 2009 | Mushihimesama Double Arrange Album                     |                                                   |
| 2010 | GeOnDan Rare Tracks Ver. 2.0                           | amb altres                                        |
| 2011 | GeOnDan Super Rare Trax: The LAND of RISING SUN        | amb altres                                        |
| 2012 | GO! GO! Buriki Daioh!!                                 |                                                   |
| 2013 | X'mas Collections II                                   | amb altres                                        |
| 2014 | memória! ~ The Very Best of Yoko Shimomura             |                                                   |
| 2014 | Game Music Prayer II                                   | amb altres                                        |
| 2019 | Ladderless                                             | album original de Oldcodex, compost "Deeply Mind" |
| 2019 | Nocturne                                               |                                                   |
| 2020 | Yucho Pay Original Image Song #TOKIWOMEKURUYUBI        |                                                   |
| 2021 | Merregnon: Land of Silence                             | concert                                           |